# Off He Goes
"Off He Goes" é o terceiro single do álbum No Code de 1996, da banda norte-americana Pearl Jam.
A música foi escrita por Eddie Vedder, e o lançamento do Single deu-se em 1996, está também incluída na compilação de êxitos da banda Rearviewmirror: Greatest Hits 1991-2003.

## A música
Eddie Vedder revelou que ele mesmo é a personagem da história, e num concerto na Polónia a 16 Junho de 2000, terá dito "this is about being friends with an asshole", apontado para si mesmo.

## Ao Vivo
A música está incluída nos álbuns ao vivo da banda: Live on Two Legs, Live at Benaroya Hall, Live at the Gorge 05/06, e está também incluído no DVD Live at the Showbox.